# TOKYO BURGER
『TOKYO BURGER』（トーキョーバーガー）は、井上三太の漫画短編集。井上三太がファッション誌『Ollie』にて2007年8月号から2008年1月号まで連載した、東京の街を舞台にした6つのショートストーリーを一冊にまとめた単行本である。

## 収録内容
- EX GIRL TO DA NEXT GIRL - ドライブ中の若い男女の物語。
- '07 til infinity - 逗子での一夏の青春。
- 真夏のカーニバル - 真夏の渋谷をピストバイクで駆け抜ける。
- 新宿セントラル御苑パーク - 新宿御苑にてのんびりとキャッチボール。
- MUROとの一日 DOWN WITH THE KING - MUROと歩く渋谷。
- 神保町青春プレイバック - 神保町にて蘇る若き日の思い出
- 書き下ろしフォトコラム

## 関連作品
- TOKYO TRIBE
- TOKYO TRIBE2
- TOKYO TRIBE2 SpinOff!
- TOKYO TRIBE3
- TOKYO DRIVE
- TOKYO GRAFFITI
- BORN 2 DIE